# Maria d'Escòcia (comtessa de Boulogne)
Maria d'Escòcia (1082-1116) era la filla menor de Malcolm III d'Escòcia i la seva segona esposa, Margarida de Wessex. Maria era membre de la casa de Dunkeld per naixement, i comtessa de Boulogne per matrimoni.
El 1086 Maria i la seva germana, Matilde, van ser enviades pels seus pares a l'abadia de Romsey. La seva tia materna, Christina, hi era abadessa. Les noies van passar els seus primers anys al monestir amb la seva tia, on també van rebre part de la seva educació. Temps abans de 1093, van anar a l'abadia de Wilton, que també tenia fama de centre d'aprenentatge, per acabar la seva educació. Matilda va rebre moltes propostes de matrimoni però les va rebutjar totes.
Matilde finalment va abandonar el monestir l'any 1100 per casar-se amb el rei Enric I d'Anglaterra. El matrimoni va ser polèmic perquè no estava clar si les noies havien estat velades com a monges. La mateixa Maria va abandonar l'abadia l'any 1096. Matilde volia que també es casés, així que Enric I va acordar un matrimoni amb Eustaqui III, comte de Boulogne. La parella va tenir una filla, Matilde, que va succeir a Eustaqui, qui més tard es convertiria en reina d'Anglaterra .
Maria va morir el 1116, nou anys abans que el seu marit. Va ser enterrada a l'abadia clunianenca de Bermondsey.